# SWIG
SWIG (Simplified Wrapper and Interface Generator - Wrapper semplificato e generatore di interfacce) è un wrapper open source utilizzato per collegare i programmi per elaboratore o librerie scritte in C o C++ con linguaggi di scripting come Lua, Perl, PHP, Python, R, Ruby, Tcl e altri linguaggi come C Sharp, Java, JavaScript, Go, Modula-3, OCaml, Octave, e Scheme. L'output può essere anche in formato XML o S-expressioni Lisp.

## Funzionalità
L'obiettivo è quello di consentire la chiamata di funzioni native (C o C++) da altri linguaggi di programmazione passando tipi di dati complessi, mantenendo la memoria libera e l'ereditarietà delle classi dei vari linguaggi, ecc. Il programmatore scrive un file di interfaccia che contiene un elenco di funzioni C/C++ che devono essere rese visibili a un interprete. SWIG compila il file di interfaccia e genera normale codice C/C++ e il codice nel linguaggio di programmazione di destinazione. SWIG genera codice di conversione (Marshalling) o serializzazione per le funzioni con argomenti semplici; il codice di conversione per i tipi complessi di argomenti deve essere scritto dal programmatore. Lo strumento SWIG crea codice sorgente che fornisce il collante tra C/C++ e il linguaggio di destinazione. A seconda del linguaggio software, questo collante è disponibile in due forme:
- una libreria condivisa che un interprete esistente può collegare come una qualche forma di modulo di estensione, o
- una libreria condivisa che può essere collegata ad altri programmi compilati nel linguaggio di destinazione (ad esempio, utilizzando JNI in Java).

SWIG non viene utilizzato per chiamare le funzioni interpretate da codice nativo, questo deve essere fatto dal programmatore manualmente.

## Utilizzo
Ci sono due ragioni principali per incorporare un motore di scripting in un programma C/C++ esistente:
- Il programma può essere personalizzato molto più velocemente attraverso un linguaggio di scripting invece di C/C++ (dicotomia di Ousterhout)[2]. Il motore di script può anche essere esposto all'utente finale in modo che possa automatizzare i compiti scrivendo script.
- Anche se il prodotto finale non è quello di contenere il motore di script, può comunque essere molto utile per la scrittura di script di test.

Ci sono diversi motivi per creare librerie dinamiche che possono essere caricate in interpreti ancora esistenti, tra cui:
- Fornire accesso alla libreria software C/C++ che non ha un equivalente in linguaggio di scripting.
- Scrivere l'intero programma nel linguaggio di script prima e dopo la profilatura (ottimizzazione), riscrivere il codice critico per le prestazioni in C o C++.

## Concorrenti
Per Python similari funzioni sono offerte da SIP e Boost.python library.

## Progetti che usano SWIG
- ZXID (Apache2 open source)
- Symlabs SFIS (commerciale)
- LLDB (debugger)
- GNU Radio

- OpenSCAD usa anche SWIG per il binding per Python e Java.[3]